# ذی یروح (یمن)
 ذی یروح  روستایی است در ناحیهٔ (خولان العالیة)، در جنوب شهر صنعاء از توابع استان صَنعاء در کشور یمن در شبه جزیره عربستان است. 
جمعیت آن ۵۶۲ نفر (۱۷ خانوار) می‌باشد.